# Invention of Love
Invention of Love (2010) – rosyjska animacja krótkometrażowa, melodramat w reżyserii Andreya Shushkova.
Animowana opowieść o miłości mężczyzny-wynalazcy i dziewczyny oczarowanej światem nieznanym. Wprowadza się ona do ukochanego, do krainy maszyn, śrubek i zębatek. W pewnym momencie zauważa, że nie ma tam miejsca na naturalność, czy prawdziwy świat pełen przyrody, o którym zawsze marzyła. Czuje się zagubiona we własnej miłości.